# Chelidurella acanthopygia
Chelidurella acanthopygia је инсект који припада припада реду ухолажа и породици Forficulidae. 

## Распрострањење
Насељава Европски континетн. У Србији је пристуна. Ово је шумска врста. Таксономски статус ове врсте није потпуно јасан, тако да ни дистрибуција није прецизна. Веома слична врста је Chelidurella thaleri, која је пристуна у Алпима, Црној Гори и Хрватској.

## Опис
Величина ове ухолаже је од 10-12 мм и има веома редукована крила. Активна је током читаве године.

## Синоними
- Chelidura acanthopygia (Géné, 1832)
- Chelidura guentheri (Galvagni, 1994)
- Chelidurella guentheri Galvagni, 1994
- Forficula acanthopygia Géné, 1832
- Forficula aptera Schmidt, 1866
- Forficula xanthopygia Schmidt, 1866